# Gerrit Maritz
Gerhardus Marthinus "Gerrit" Maritz (Graaff-Reinet, 1 maart 1797 - Sooilaer, 23 september 1838) was een leider van de Voortrekkers. 

## Biografie
Maritz werd geboren in de Suurveld van het district Graaff-Reinet in de Kaapkolonie waar hij op 7-jarige leeftijd plunderingen van de Khoikhoi en Xhosa meemaakte. Op 11-jarige leeftijd vestigde hij zich met zijn vader in de stad Graaff-Reinet waar hij later veel geld verdiende als bekwame wagenmaker. Op 14 mei 1820 trouwde hij met Augenitha Maria Olivier, met wie hij zes kinderen zou krijgen.
In september 1837 verliet hij met zijn volgelingen de Kaapkolonie met de Grote Trek. Maritz stierf op 23 september 1838 aan de oever van de Tugelarivier in het tegenwoordige KwaZoeloe-Natal. Later werd hij herbegraven bij de heuvel Bloukrans.
De stad Pietermaritzburg is deels naar hem vernoemd; "Pieter" naar Piet Retief. Maritz is een vervorming van de voornaam Maurits.